# 比尼亚克
比尼亚克（法語：Bignac，法語發音：[biɲak]）是法国夏朗德省的一个旧市镇，位于该省中部偏西北，属于干邑区。2016年1月1日，比尼亚克与相邻的热纳克合并为新市镇热纳克-比尼亚克（Genac-Bignac）。

## 地理
比尼亚克（45°47'4"N, 0°3'31"E）面积7.77 平方千米，位于法国新阿基坦大区夏朗德省，该省份为法国西部内陆省份，北起德塞夫勒省和维埃纳省，东临上维埃纳省，东南至多尔多涅省，南至多爾多涅省，西接滨海夏朗德省。
与比尼亚克接壤的市镇（或旧市镇、城区）包括：热纳克、圣热尼迪耶尔萨克、武阿尔特、热纳克-比尼亚克。

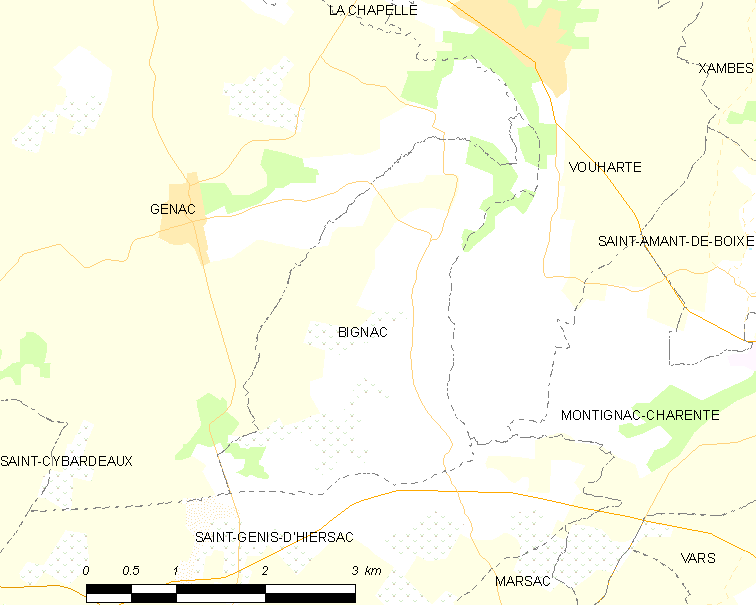
比尼亚克的OSM定位图

比尼亚克的时区为UTC+01:00、UTC+02:00（夏令时）。

## 行政
比尼亚克的邮政编码为16170，INSEE市镇编码为16043。

## 政治
比尼亚克所属的省级选区为努埃尔河谷县。

## 人口

1962-2008年间比尼亚克人口变化图示

比尼亚克于2018年1月1日时的人口数量为237人。